# 372. strelska divizija (ZSSR)
372. strelska divizija (izvirno rusko 372. стрелковая дивизия; kratica 372. SD) je bila strelska divizija Rdeče armade v času druge svetovne vojne.

## Zgodovina
Divizija je bila ustanovljena septembra 1941 v Barnaulu in pozneje po vojni je bila preoblikovana v 68. motorizirano strelsko divizijo.